# Blokes
Blokes es un cuento escrito por Pedro Lemebel. Fue uno de los cuentos premiados con el segundo lugar por el concurso Cuentos Eróticos 2004 de la revista Caras. El cuento está ambientado en los años de la dictadura militar chilena —específicamente en el verano de 1984— y aborda el despertar sexual de un niño de 13 años, que se enamora de su vecino, de 16, al que espía por la ventana.
En mayo de 2010 el cortometraje homónimo, Blokes, dirigido por Marialy Rivas y basado en este cuento, participó en la Selección de Cortometrajes del Festival de Cannes.